# Сабади, Вильмош
Вильмош Сабади (венг. Szabadi Vilmos; род. 10 марта 1959) — венгерский скрипач.
Окончил Музыкальную академию имени Ференца Листа в Будапеште (1983), ученик Ференца Халаса. В дальнейшем занимался также под руководством Шандора Вега и Руджеро Риччи. В 1982 и 1983 гг. выиграл несколько национальных конкурсов, в 1985 году стал обладателем третьей премии на Международном конкурсе скрипачей имени Яна Сибелиуса в Хельсинки.
Начало международной карьеры Сабади было связано с дирижёром Георгом Шолти, пригласившим его в 1988 году для участия в фестивале музыки Белы Бартока в Лондоне. Успешное исполнение Концерта № 2 для скрипки с оркестром привело к ряду дальнейших британских выступлений Сабади, включая участие в торжественном концерте к 80-летию Шолти, состоявшемся в 1992 г. в Букингемском дворце под патронатом принца Чарльза.
Сабади записал более 45 дисков, среди которых наибольшее внимание привлекли сочинения венгерских композиторов, — в частности, им записаны все скрипичные концерты Енё Хубаи, все произведения для скрипки и фортепиано Лео Вайнера, концерты Эрнста фон Донаньи, а также целый ряд произведений Бартока.